# Krzysztof Bronisław Kusza
Krzysztof Bronisław Kusza (ur. 1955) – polski anestezjolog, profesor nauk medycznych, kierownik Katedry Anestezjologii i Intensywnej Terapii Uniwersytetu Medycznego w Poznaniu oraz Kliniki Anestezjologii, Intensywnej Terapii i Leczenia Bólu (Szpital Kliniczny im. Heliodora Święcickiego). Prezes Polskiego Towarzystwa Anestezjologii i Intensywnej Terapii w kadencji 2017–2021.

## Życiorys
W 1980 ukończył studia medyczne w Akademii Medycznej im. Karola Marcinkowskiego w Poznaniu. 15 czerwca 1994 uzyskał doktorat dzięki pracy pt. Nifedypina i halotan w leczeniu ostrej fazy doświadczalnego zatoru tłuszczowego płuc u królików, a 17 marca 1999 habilitację na podstawie oceny dorobku naukowego i pracy zatytułowanej Ocena hemodynamiki mikrokrążenia dokonana in vivo w modyfikacji własnej modelu doświadczenia na wolnym płacie mięśniowym u szczura w znieczuleniu halotanem i izofluranem. 21 grudnia 2012 otrzymał tytuł naukowy profesora nauk medycznych.
Pełni funkcję profesora w Katedrze Anestezjologii i Intensywnej Terapii na Wydziale Lekarskim Uniwersytetu Medycznego im. Karola Marcinkowskiego w Poznaniu. Do 2016 pełnił funkcję kierownika Katedry w Collegium Medicum Uniwersytetu Mikołaja Kopernika.

## Życie prywatne
Jego ojciec Bronisław Kusza w 1948 zdobył tytuł Mistrza Polski w wyścigu na 100 metrów. Jego siostrą jest Maria Siemionow, chirurg plastyczna.

## Odznaczenia
- Srebrny Krzyż Zasługi (2003)[6]

## Publikacje
- 2004: Levels of Propofol in Human Plasma during Total Intravenous Anesthesis with Remifentanil, XVth International Cogress of the Polish Pharmacological Society, September 12-14[1]
- 2007: Neurologiczne powikłania w przebiegu sepsy[1]
- 2007: Volume Replacement with Crystalloid Solutions after Hypovolemic Shock[1]
- 2009: Hypophosphataemia as an element of ‘refeeding syndrome’ – a complication of nutritional treatment in an extremely neglected 5-year-old girl with infantile cerebral palsy[1]
- 2009: Pharmacokinetics and pharmacodynamics of propofol during propofol-alfentanil and propofol-remifentanil total intravenous anaesthesia monitored by spectral frequency index[1]